# Осуего (окръг, Ню Йорк)
Окръг Осуего (на английски: Oswego County) е окръг в щата Ню Йорк, Съединени американски щати. Площта му е 3398 km², а населението - 118 478 души (2017). Административен център е град Осуего.